# Pilar González (futbolista)
Pilar González González (Canelones, departamento de Canelones, Uruguay, 29 de junio de 2002) es una futbolista uruguaya que juega como volante o enganche en Talleres de la Primera División argentina.

## Trayectoria
González inició su trayectoria en Fénix y en 2020 pasó a Peñarol. Jugó la Copa Libertadores en 2021 y en 2024 con Las Manyas. Para la temporada 2025, pasó a Talleres de la Primera A en Argentina, convirtiéndose además en una de las primeras futbolistas de la historia del club cordobés, recientemente ascendido a Primera División, en firmar un contrato profesional.

## Selección nacional
Su camino en la selección uruguaya comenzó en la división sub-17. Jugó la Copa Mundial de 2018 en Uruguay. También tuvo un paso por la selección sub-20 y en 2022, fue llamada por primera vez para integrar el plantel de la selección mayor que disputó la Copa América de Colombia.

## Clubes
| Club            | País      | Año           |
| --------------- | --------- | ------------- |
| Canelones Fénix | Uruguay   | 2018-2019     |
| Peñarol         | Uruguay   | 2020-2024     |
| Talleres        | Argentina | 2025-presente |